# San Juan, Novi Meksiko

San Juan je popisom određeno mjesto u okrugu Riu Arribi u američkoj saveznoj državi Novom Meksiku. Prema popisu stanovništva SAD 2000. ovdje je živjelo 592 stanovnika.

## Zemljopis
Nalazi se na  36°3′12″N 106°4′9″W / 36.05333°N 106.06917°W (36.053361, -106.069283). Prema Uredu SAD-a za popis stanovništva, zauzima 1,5 km2 površine, sve suhozemne.

## Stanovništvo
Prema podatcima popisa 2000. u San Juanu bilo je 592 stanovnika, 193 kućanstva i 152 obitelji, a stanovništvo po rasi bili su 4,05% bijelci, 0,34% afroamerikanci, 84,97% Indijanci, 0,17% Azijci, 7,60% ostalih rasa, 2,87% dviju ili više rasa. Hispanoamerikanaca i Latinoamerikanaca svih rasa bilo je 27,03%.
Većina stanovnika San Juan Indijanci, pleme iz skupine Tewa, koji svoj pueblo naziaju Ohkayu Owingehu ili "Zemlja snažnih ljudi".